# Kobresia sanguinea
Kobresia sanguinea är en halvgräsart som först beskrevs av Francis M.B. Boott, och fick sitt nu gällande namn av Louis-Florent-Marcel Raymond. Kobresia sanguinea ingår i släktet sävstarrar, och familjen halvgräs. Inga underarter finns listade i Catalogue of Life.